# Малкольм Пейдж
Малкольм Пейдж  (англ. Malcolm Page; нар. 22 березня 1972, Сідней, Австралія) — австралійський яхтсмен, олімпійський чемпіон.

## Виступи на Олімпіадах
| Олімпіада   | Дисципліна | Місце |
| ----------- | ---------- | ----- |
| Афіни 2004  | Клас 470   | 12    |
| Пекін 2008  | Клас 470   | 1     |
| Лондон 2012 | Клас 470   | 1     |